# Sakhiella
Sakhiella es un género de foraminífero bentónico de la subfamilia Baggininae, de la familia Bagginidae, de la superfamilia Discorboidea, del suborden Rotaliina y del orden Rotaliida. Su especie tipo es Sakhiella nammalensis. Su rango cronoestratigráfico abarca el Paleoceno.

## Clasificación
Sakhiella incluye a la siguiente especie:
- Sakhiella nammalensis †